# Il visitatore che non c'era
Il visitatore che non c'era (The night of the Jabberwock), noto in Italia anche come Tutto in una notte, è un romanzo giallo scritto dall'americano Fredric Brown. Il titolo è un riferimento al libro Attraverso lo specchio di Lewis Carrol, i cui libri ricorreranno spesso all'interno del romanzo.

## Trama
Doc Stoeger è il direttore del Carmel City Clarion, un settimanale di una cittadina di provincia nella quale non succede mai nulla. Al termine di una giornata particolarmente deludente, Doc riceve la visita di un uomo che dice di chiamarsi Yehudi Smith, si proclama membro di un'associazione di ammiratori di Lewis Carroll e lo invita a partecipare a una riunione del gruppo. Da lì in poi Doc vivrà una notte piena di avvenimenti assurdi, come la scomparsa di un cadavere e l'apparizione di altri due nella sua auto. Per non essere incriminato per omicidio, Doc deve indagare da solo, sfidando la legge.

## Edizioni italiane
- Tutto in una notte, Il Giallo Mondadori n.2233, 1991
- Il visitatore che non c'era, traduzione di Tracy Lord, collana I bassotti n. 17, Polillo, 2003